# 科茲洛夫卡
55°50′N 48°15′E / 55.833°N 48.250°E
科茲洛夫卡（俄语：Козло́вка）是俄羅斯楚瓦什共和國的一個城市，位於共和國東部的伏爾加河南岸，距切博克薩雷95公里，2002年人口13,054人。
1671年建城。1967年11月20日設市。